# Joseph Fontaine
Pour les homonymes, voir Joseph Fontaine (1879-1934). Pour les autres personnes portant ce nom, voir Fontaine.
Joseph Louis Rosario Fontaine (né le 26 août 1900 et mort le 16 octobre 1986) est un agriculteur, marchand et homme politique fédéral du Québec.

## Biographie
Né à Saint-Damase en Montérégie, M. Fontaine entama sa carrière en politique en devenant maire de la paroisse de Notre-Dame-de-Saint-Hyacinthe, paroisse fusionnée à la ville de Saint-Hyacinthe en 2002, entre 1938 et 1952. Il devint député du Parti libéral du Canada dans la circonscription de Saint-Hyacinthe—Bagot en 1945. Réélu dans Saint-Hyacinthe—Bagot en 1949 et en 1953, il fut défait par le progressiste-conservateur Théogène Ricard en 1957.